# Hubert Schumacher
Peter Hubert Schumacher (Luxemburg-Stad, 27 december 1896 – aldaar, 6 mei 1961) was een Luxemburgs architect en stedenbouwkundige. 

## Leven en werk
Hubert Schumacher was een zoon van Nicolas Schumacher en Margaretha Olinger. Na de Industrieschool in Luxemburg-Stad studeerde hij kunst en architectuur in München (1918-1920) en aan de École des beaux-arts in Parijs, als leerling van Victor Laloux. In 1925 studeerde hij af en keerde terug naar Luxemburg. Hij liep enige tijd stage bij architect Nouveau en opende daarna zijn eigen architectenbureau.
Hij was tussen 1926 en 1939 onder meer verantwoordelijk voor de bouw van de Christus-Koningkapel aan de Avenue Gaston Diderich in Neumerl (1931-1932), de uitbreiding van de kathedraal van Luxemburg (1935-1938), de bouw van kraamkliniek Maternité Grande-Duchesse Charlotte (1936) en de bouw van eengezinswoningen in Neumerl en Limpertsberg. In 1939 werd hij benoemd tot adjunct-rijksbouwmeester. Met onder anderen Paul Dornseiffer, Victor Engels, Michel Heintz, Sosthène Weis en Paul Wigreux behoorde hij in 1940 tot de oprichters van de Société des Architectes diplômés Luxembourg.
Kort na de bevrijding in 1945 volgde hij Paul Wigreux op als staatsarchitect en directeur van de Administration des bâtiments publics (Dienst Openbare Werken). In die functie leverde hij een belangrijke bijdrage aan de wederopbouw van gebouwen die tijdens de Tweede Wereldoorlog waren verwoest. Samen met zijn assistent Michel Heintz was Schumacher onder meer verantwoordelijk voor de wederopbouw van de in de Tweede Wereldoorlog vernielde Sint-Willibrordusbasiliek in Echternach, waarvoor ze in 1947 de plannen presenteerden. De kerk werd herbouwd volgens de historisch bewaarde plannen uit 1031, trouw aan de romaanse stijl. De nieuwe basiliek werd op 20 september 1953 gewijd door bisschop Léon Lommel.
Schumacher overleed op 64-jarige leeftijd, hij werd begraven op de Cimetière Notre-Dame in Limpertsberg.

## Onderscheidingen
- Commandeur met de kroon in de Orde van Verdienste van Adolf van Nassau
- Ridder in de Orde van de Eikenkroon
- Commandeur in de Orde van Sint-Gregorius de Grote
- Grootofficier in de Orde van Leopold II
- Commandeur in de Kroonorde van België